# 張亮亮
張亮亮（1982年10月1日—），安徽怀远人，中國男子擊劍運動員，安徽出生。

## 生涯
張亮亮在1998年被安徽擊劍隊募伍，盧剛為他的教練。4年後，他成為國家隊一員，教練過括過鷹與王海濱。
2001年於廣州舉行的九運會中，張亮亮在男子個人花劍半決賽中以9:15不敵前國家隊成員、江蘇的王海濱。兩年後的世界大學生運動會中，他於劍擊項目的男子個人花劍小項決賽內以15:11擊敗南韓對手，奪得中國隊當屆賽事的第一面劍擊金牌。隨後，他與隊友再掄下男子團體花劍小項的金牌。
2005年2月，張亮亮在西班牙舉行的世界盃中不敵俄羅斯對手，最終在四強賽出局，取得一面銅牌。同年10月，張亮亮在德國的世界盃中以4:15被意大利對手擊敗，取得男子個人花劍小項的銀牌；而在男子團體花劍小項中，他與隊友最終因不敵主辦國而排名第四位。同年的世界大學生運動員中，他在準決賽中出局，無緣男子個人花劍小項的獎牌。翌年12月的多哈亞運中，他先在男子個人花劍小項以5分被日本對手淘汰，取得一面銅牌，3日後的男子團體小項決賽，他與隊友雷聲、朱俊以34:29戰勝南韓隊，贏得他個人的第一面亞運金牌。
2007年4月，張亮亮在全國冠軍賽第二站(北京)的賽事中摘下一銀一銅。4個月後，他於男子團體佩劍小項決賽以45:39擊敗日本，摘下亞洲錦標賽的金牌。
2009年第十一屆全運會奪得男子個人花劍金牌。

## 資料來源
1. 1 2 3 4  .   [2012-07-22]. （原始内容存档于2012-08-14）.（简体中文）
2. ↑  编辑：zchhehy. . 怀远县人民政府网. 2009年9月23日  [2010-12-19] （简体中文）.[永久]
3. ↑  .   [2011-12-02]. （原始内容存档于2004-07-12）.
4. ↑  .   [2007-07-03]. （原始内容存档于2009-01-08）.
5. ↑  全國擊劍冠軍賽次日 雷聲領銜廣東男花團体輕松奪魁[永久]
6. ↑  全國擊劍冠軍賽北京站 安徽名將張亮亮未能披金[永久]
7. ↑  亚洲击剑锦标赛 中国包揽男花女重两枚团体金牌